# Aoneaba
Aoneaba ist ein Ort im nördlichen Teil des zum Inselstaat Kiribati gehörenden pazifischen Archipels der Gilbertinseln nahe dem Äquator. 2020 wurden 71 Einwohner gezählt.

## Geographie
Der Ort liegt im Süden des Atolls Abaiang, östlich von Tebwanga. Im Ort gibt es ein traditionelles Versammlungshaus, das Aoneaba Maneaba.

## Klima
Das Klima ist tropisch heiß, wird jedoch von ständig wehenden Winden gemäßigt. Ebenso wie die anderen Orte der Gilbertinseln wird Aoneaba gelegentlich von Zyklonen heimgesucht.